# Lepus habessinicus
A Lebre-da-Abissínia (Lepus habessinicus) é um leporídeo encontrado na Etiópia e Somália.